# Alejandro José Hernández Hernández
Alejandro José Hernández Hernández   (Lanzarote, 10 de novembre de 1982) és un àrbitre de futbol espanyol de la Primera Divisió.

## Trajectòria
Va debutar a Segona B la temporada 2004-2005 i a Segona Divisió la temporada 2007-2008.
Va dirigir el partit de tornada de la promoció d'ascens a Primera Divisió de 2012 entre el Reial Valladolid i l'Agrupación Deportiva Alcorcón (1-1).
Després de cinc temporades a Segona Divisió aconsegueix l'ascens a Primera Divisió conjuntament amb el col·legiat extremeny Jesús Gil Manzano. Va debutar a la Primera Divisió espanyola el 20 d'agost de 2012 en el partit disputat entre el Reial Saragossa i el Reial Valladolid Club de Futbol (0-1).
El 2 d'abril de 2016 va arbitrar El Clàssic entre el Futbol Club Barcelona i el Reial Madrid al Camp Nou, en un partit en què es va homenatjar Johan Cruyff i que va acabar amb el resultat de 1-2 per al Reial Madrid.
Va dirigir el partit de tornada de la Supercopa d'Espanya de 2016 entre el FC Barcelona i el Sevilla FC (3-0).
Va cometre un error molt mediàtic en un partit de Primera divisió espanyola de futbol 2016-17 a l'Estadi Benito Villamarín, amb un gol fantasma, quan no va validar un gol del FC Barcelona contra el Reial Betis (1-1) en una pilota que va entrar a la porteria verd-i-blanca 57 centímetres. No només no va veure que hi havia dins la rematada de Jordi Alba sinó que tampoc va xiular el clar penal a Neymar en aquesta mateixa jugada. El Madrid va guanyar aquella Lliga 2016-17 per només tres punts d'avantatge sobre el Barça.

## Internacional
Des del gener de 2014 és àrbitre internacional (FIFA).

## Temporades
| Categoria        | País    | Any       | Partits |
| ---------------- | ------- | --------- | ------- |
| Segona Divisió B | Espanya | 2004-2007 | 40      |
| Segona Divisió   | Espanya | 2007-2012 | 103     |
| Primera Divisió  | Espanya | 2012-     | 132     |

## Premis
- Trofeu Vicente Acebedo (2): 2012 i 2017
- Trofeu Guruceta (1): 2015